# River Sid
River Sid är ett vattendrag i Storbritannien.   Det ligger i riksdelen England, i den södra delen av landet, 240 km väster om huvudstaden London.